# Georges Colomb
Georges Colomb MEP (ur. 15 czerwca 1953 w Saint-Anthème) – francuski duchowny katolicki, biskup La Rochelle od 2016.

## Życiorys
Święcenia kapłańskie otrzymał 13 września 1987 w Towarzystwie Misji Zagranicznych w Paryżu. Po święceniach i kilkuletnich studiach rozpoczął pracę misyjną w Chinach. W 1998 powrócił do kraju i objął funkcję asystenta przełożonego generalnego Towarzystwa. W latach 2004–2010 pełnił funkcję wikariusza generalnego, a w latach 2010–2016 był przełożonym generalnym Towarzystwa.
9 marca 2016 papież Franciszek mianował go ordynariuszem diecezji La Rochelle. Sakry biskupiej udzielił mu 5 maja 2016 ówczesny metropolita paryski – kardynał André Vingt-Trois.